# Matocompetição
Matocompetição é o processo usado para identificar qual ou quais plantas daninhas estarão interferindo ou inibindo a cultura alvo. O experimento é feito seguindo alguns procedimentos. Primeiramente é feita a aragem do solo para que não haja nenhuma cobertura que possa interferir na análise. Em seguida se planta a cultura que se quer avaliar e observa-se durante um período de tempo a interferência das plantas daninhas na cultura. Daí se pode delinear dois períodos principais. O primeiro é quando a cultura consegue competir com as plantas daninhas. O segundo, chamado de período crítico, é quando ocorre a competição interespecífica, quando as plantas daninhas irão interferir de maneira negativa na cultura.